# ABCinema (kollektiv)
 For alternative betydninger, se ABCinema. (Se også artikler, som begynder med ABCinema)
ABCinema var et dansk kollektiv der fungerede som uafhængig filmselskab.
ABCinema stiftedes den 15. maj 1968 ved et møde i Per Kirkebys atelier på Bülowsvej i København hvor omkring 40 kunstnere deltog.
Blandt initiativtagerne var Ole John, Erik Thygesen og Jørgen Leth.
Gruppens første kollektivfilm var eksperimentalfilmen Dyrehavefilmen optaget januar 1969, — en "kaotisk, flimrende, fragmenteret" film optaget med 8 millimeter kameraer.
Ved fremvisning projiceres filmen med 4 projektorer samtidig.
Deres anden film var Rødovrefilmen med tilsvarede firdobbelt projektion og musik af Django Reinhard.
Dokumentarfilmen ABCinema fra 2009 skildrer kollektivet.